# Ouro Naoudé
Ouro Naoudé est un village camerounais situé au sein de la commune de Baschéo, dans le département de la Bénoué dans la région du Nord.

## Climat
A l’instar de sa commune, Ouro Naoudé bénéficie d'un climat tropical de type Soudanien à deux saisons, une saison sèche qui dure sept mois (Octobre - Avril) et une saison de pluie qui va de mai à septembre.

## Populations
Le Bureau Central des Recensements Et Des Études De Population (BUCREP) a estimé la population du village d’Ouro Naoudé à près de 364 habitants, soit près de 1,36 % de la population de la commune. Cette population se caractérise par une population masculine (181 hommes) tendant à s’équilibrer avec la population féminine du village (183 femmes). 